# Pizzofalcone

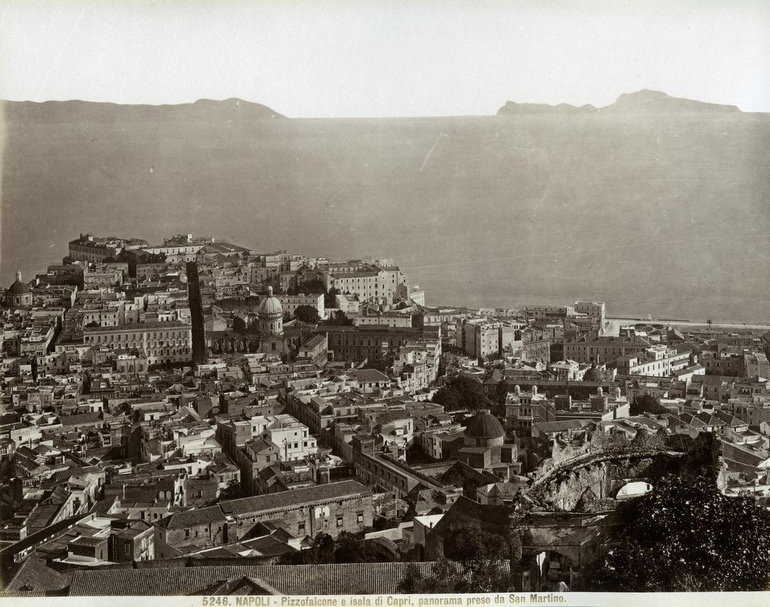
La colline de Pizzofalcone et l'île de Capri (au fond), photographie prise de San Martino dans la seconde moitié du XIXe siècle.

La colline de Pizzofalcone, connue aussi comme le Monte di Dio (Mont de Dieu) est une zone de Naples qui fait partie du quartier de San Ferdinando, situé entre le borgo Santa Lucia, le Chiatamone et Chiaia.

## Étymologie
Le nom de Pizzofalcone remonte au milieu du XIIIe siècle, lorsque la colline ne faisait pas partie du tissu urbain. le roi de Naples, Charles Ier d'Anjou décide de pratiquer dans cette zone la chasse au faucon, faisant construire sur la colline une fauconnerie.
Le nom de Monte di Dio dérive de l'église et de son couvent fondés au XVIe siècle à la fin de la via Monte di Dio, aujourd'hui disparus.

## Histoire

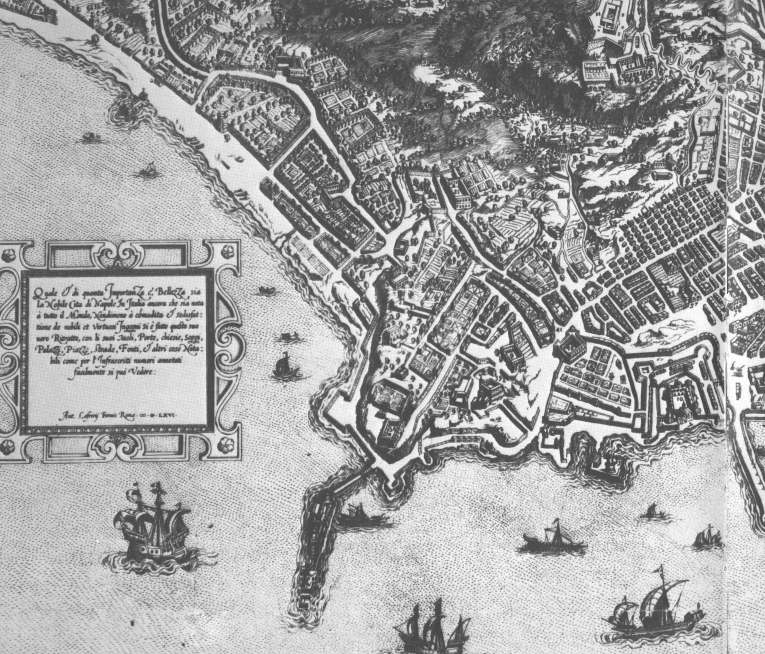
Plan de Lafréry en 1566.

C'est ici que naît Parthénope à l'époque grecque, dans le troisième quart du VIIIe siècle av. J.-C.,: cela inclut le territoire compris entre l'îlot de Megaride et la colline de Pizzofalcone. 
À l'époque romaine, l'endroit faisait partie de la villa de Lucullus. Des vestiges de la villa sont visibles dans le site archéologique du Mont Echia.
Après la chute de l'Empire romain d'Occident, à partir de la fin du Ve siècle, la colline de Pizzofalcone fut occupée par une communauté importante de moines basiliens qui adoptèrent au VIIe siècle la règle de saint Benoît.
En 1442, Naples est assiégée par les troupes d'Alphonse V d'Aragon. À l'époque, la zone de Pizzofalcone se trouve en dehors des remparts de la cité. Un bastion est donc construit pour sa défense. Il est appelé fortelicio di Pizzofalcone. L'urbanisation de l'endroit commence véritablement en 1509 quand Andrea Carafa della Spina, comte de Santa Severina, fait l'acquisition de terrains ayant appartenu au monastère Santi Pietro e Sebastiano afin de faire bâtir sa propre villa. L'acte de vente mentionne pour la dernière fois le fortelicio di Pizzofalcone, probablement abattu pour laisser place à de nouveaux remparts. Le plan d'Antoine Lafréry de 1566 montre déjà clairement la structure urbanistique de la zone.
C'est le vice-roi Pierre de Tolède[Passage contradictoire] qui fait construire l'endroit au XVIe siècle, qui pour la première fois englobe à l'intérieur des murs de la ville, le Mont Echia, avec une forteresse militaire de l'époque aragonaise Siti Perillos, ramification extérieure de la cité. 
Le relai de chasse de Charles Ier d'Anjou est démoli pour laisser place à une prison, convertie ensuite en établissement militaire. Ce dernier est occupé au XIXe siècle par les grenadiers de la garde royale. Un institut topographique avec un observatoire astronomique est également construit.
Un glissement de terrain fait des ravages dans la soirée du 28 janvier 1868 et le génie militaire fait faire des rapports pour déterminer si la catastrophe était due à des constructions inappropriées de murs de soutènement de l'escarpement et à cette occasion le premier plan des grottes du Mont Echia est publié. À la fin du XIXe siècle, avec l'ouverture de la via Caracciolo et le remblaiement du bord de mer, le sommet du mont est redimensionné, près de la via Chiatamone.

## Monuments et lieux remarquables

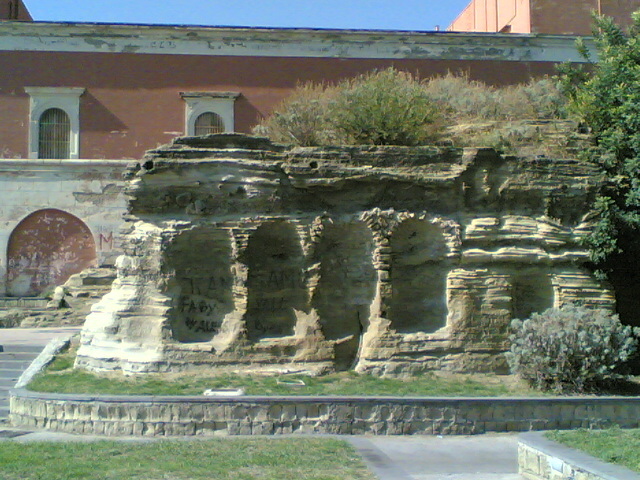
Vestiges de la villa de Lucullus.

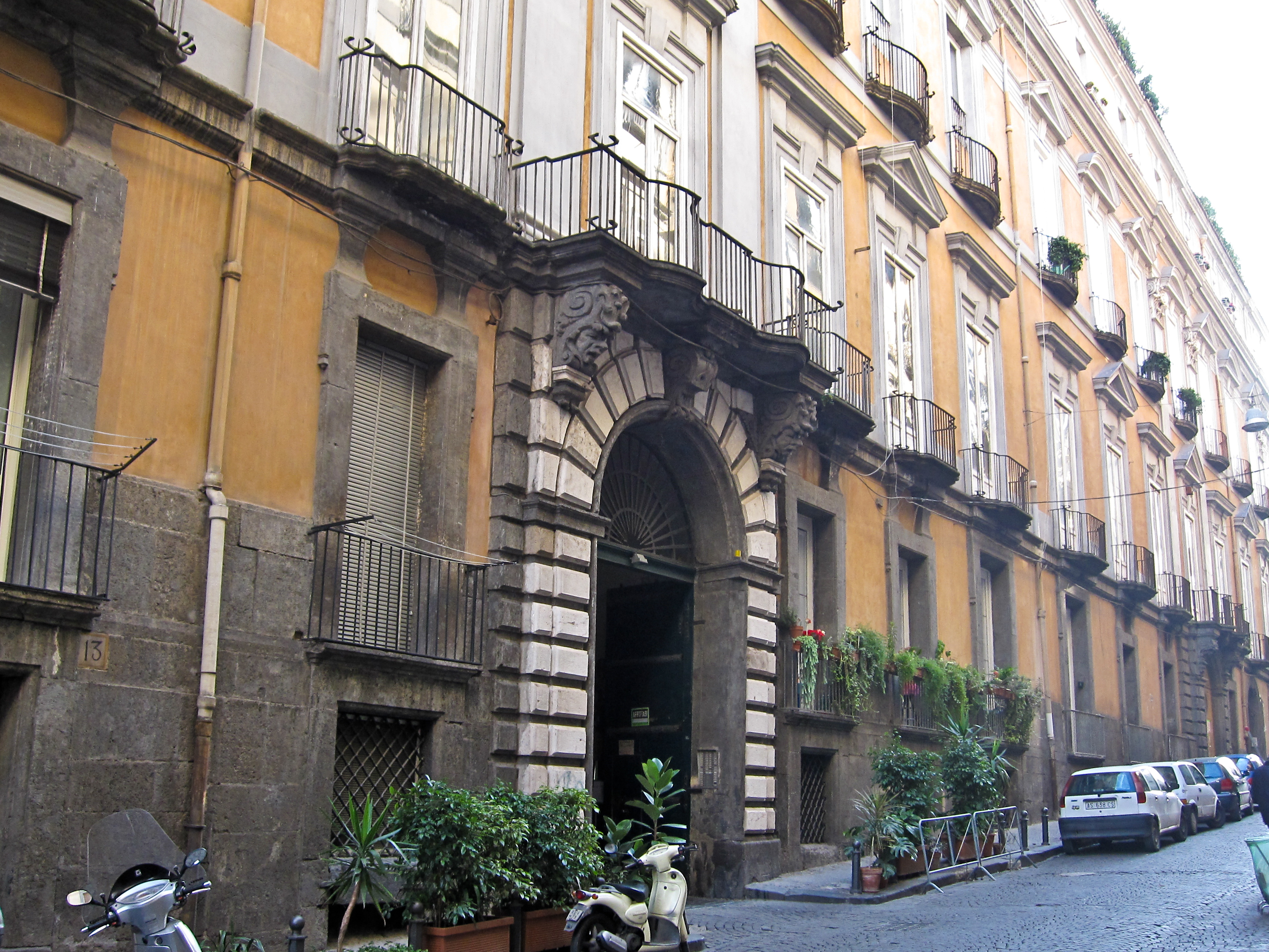
Le palazzo Serra di Cassano, donnant via Monte di Dio.

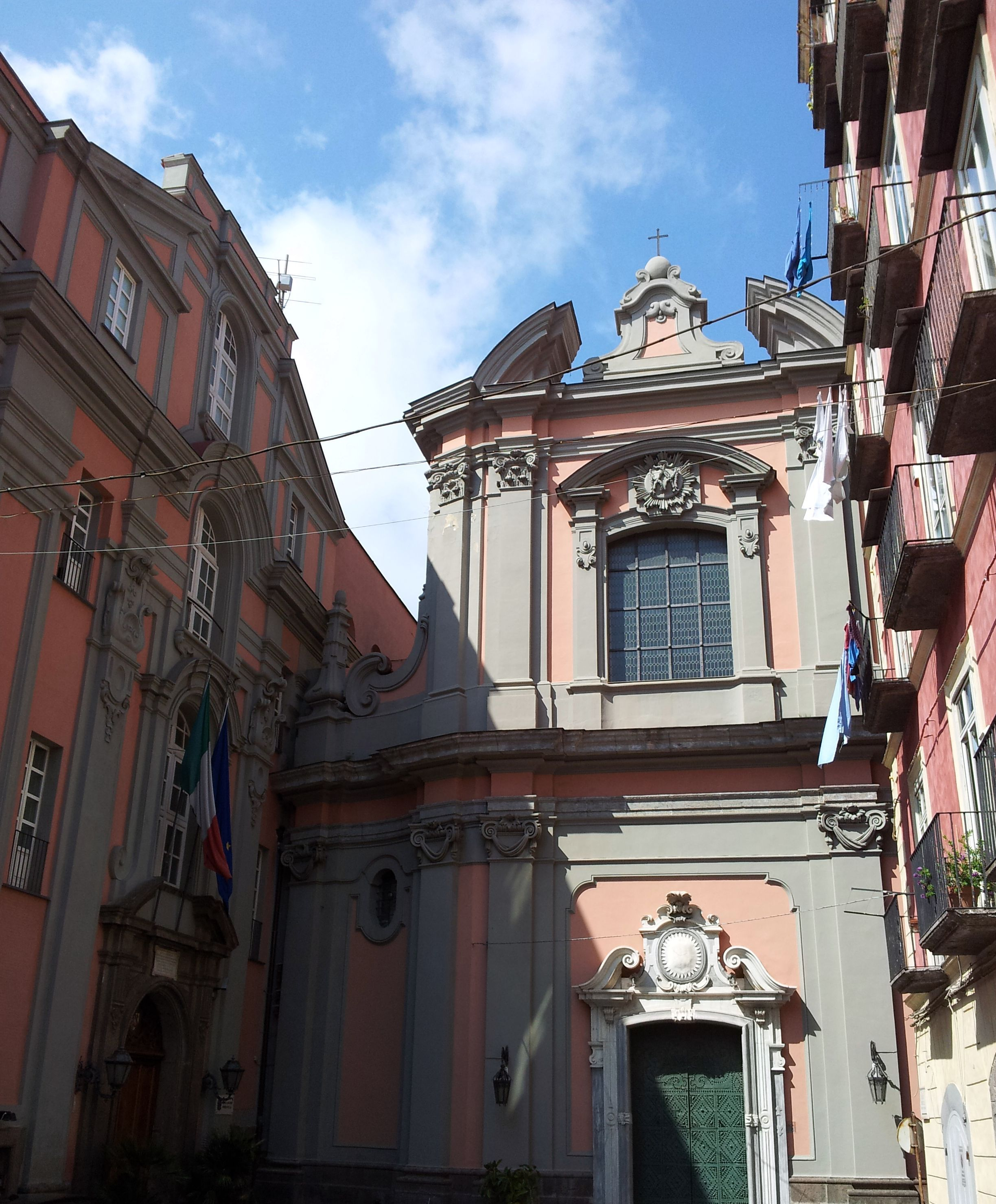
Façade de l'église de la Nunziatella.

La zone de Pizzofalcone, dans la partie méridionale du quartier de San Ferdinando, bien que peu étendue, conserve de nombreux monuments et lieux remarquables d'un point de vue historique et artistique.
Le site archéologique du Mont Echia se trouve au sommet de la colline, avec un belvédère faisant face à la baie de Naples et avec les vestiges de la Villa de Lucullus. De là, il est possible de descendre au Chiatamone, au Borgo Santa Lucia et au Borgo Marinari par les rampes de Pizzofalcone, le long desquelles on peut admirer la Villa Ebe, œuvre de l'architecte Lamont Young. Toujours sur le Mont Echia, se trouvent le palazzo Carafa di Santa Severina et l'église de l'Immacolatella a Pizzofalcone, premières implantations de la zone. C'est ici que se trouvait autrefois l'entrée principale de la caserne du Gran Quartiere di Pizzofalcone. À la fin du XIXe siècle, l'entrée fut installée en haut de la via Monte di Dio.
La voie principale d'accès au Mont Echia est la via Egiziaca a Pizzofalcone. Cette rue menant à la caserne était la rue commerçante de la zone, tandis que la rue parallèle, la via Monte di Dio, en était la rue résidentielle. Une grande partie de la rue, vers le Levant, est occupée par le couvent et l'église Santa Maria Egiziaca a Pizzofalcone, œuvre de Cosimo Fanzago. Le palazzo Serra di Cassano s'élève du côté opposé. L'entrée principale du palais donnait via Egiziaca, mais en 1799, le fils du duc, Gennaro Serra di Cassano, fut condamné à mort pour avoir adhéré à la république napolitaine en 1799. Le portail d'honneur fut donc fermé en signe de deuil et l'accès principal du palais devint celui donnant via Monte di Dio. Le palais abrite aujourd'hui le siège de l'Institut italien d'études philosophiques.
De la via Egiziaca, l'on peut descendre vers la piazza del Plebiscito et le littoral en traversant le Pallonetto di Santa Lucia, noyau historique du Borgo Santa Lucia. C'est ici que se trouvent l'ancien couvent Santa Maria della Solitaria qui abrite désormais le musée artistique industriel Filippo Palizzi, géré par l'Institut d'art Filippo Palizzi.
La via Monte di Dio est parallèle à la via Egiziaca. La caserne du Gran Quartiere di Pizzofalcone a pris maintenant le nom de caserne Nino Bixio et accueille aujourd'hui une unité mobile de la police d'État. Le nom de la rue dérive du fait que jusqu'à la fin du XIXe siècle une église du nom de Monte di Dio se trouvait à l'endroit actuel de l'entrée de la caserne. Du côté Ouest de la rue, au largo generale Parisi, se trouve l'École militaire Nunziatella, l'une des écoles de formation militaire les plus anciennes du monde. L'église de la Nunziatella, construite en 1588, fait partie de l'ensemble. Elle a été remaniée en 1736 par l'architecte Ferdinando Sanfelice. Le palazzo della SIP (Palazzo Pacanowski) se trouve ici également. Il a été construit au début des années 1960 et dépend de l'Université de Naples - Parthénope.
Beaucoup d'édifices du XVIIIe siècle se trouvent le long de la via Monte di Dio, comme le palazzo Serra di Cassano déjà cité, et le teatro Politeama. La basilique Santa Maria degli Angeli a Pizzofalcone donne sur la place du même nom avec le palazzo Ciccarelli di Cesavolpe, siège de la municipalité numéro 1 de la cité de Naples. Le pont de Chiaia est adjacent à la place. Il permet de relier la rue à la zone de San Carlo alle Mortelle et, au moyen d'un ascenseur, permet aux piétons d'atteindre la via Chiaia.
En partant de la place par la via Gennaro Serra, on atteint la piazza del Plebiscito avec l'entrée du Tunnel borbonico, voulu par Ferdinand II des Deux-Siciles pour garantir une voie de retraite vers la mer, en cas d'émeute populaire.

## Source de la traduction
- (it) Cet article est partiellement ou en totalité issu de l’article de Wikipédia en italien intitulé « Pizzofalcone » (voir la liste des auteurs).